# Myasishchev M-101T

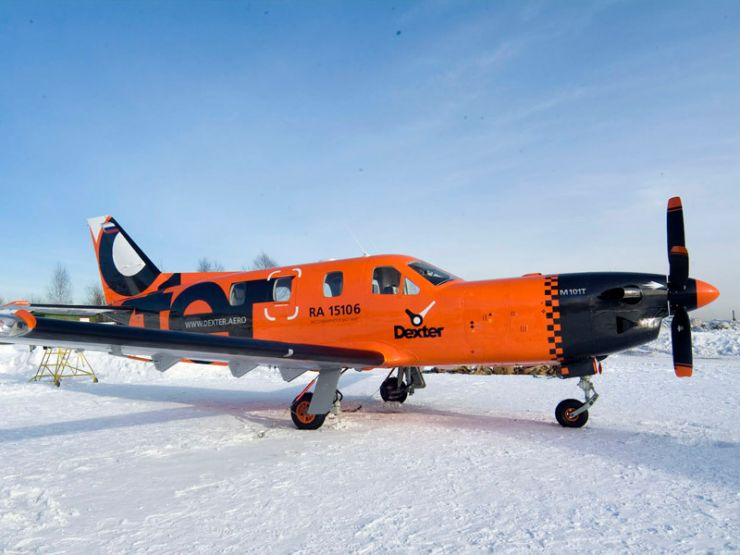
M-101T

Myasishchev M-101T là lớp máy bay thương mại của Nga, do Myasishchev thiết kế, viện thiết kế Sokol chế tạo. Bay lần đầu vào ngày 31 tháng 3 năm 1995.

## Quốc gia sử dụng
Nga
- Dexter (3 chiếc).[2]

## Tính năng kỹ chiến thuật
Dữ liệu lấy từ Brassey's World Aircraft & Systems Directory 1999/2000 
Đặc điểm tổng quát
- Kíp lái: 1
- Sức chứa: 7 hành khách
- Tải trọng: 540 kg (1.190 lb)
- Chiều dài: 9,975 m (32 ft 9 in)
- Sải cánh: 13 m (42 ft 8 in)
- Chiều cao: 3,72 m (12 ft 2½ in)
- Diện tích cánh: 17,06 m² (183,6 sq ft)
- Tỉ số mặt cắt: 9,906
- Trọng lượng rỗng: 2.016 kg (4.445 lb)
- Trọng lượng cất cánh tối đa: 3.000 kg (6.614 lb)
- Động cơ: 1 × Walter M601F kiểu turboprop, 567 kW (760 shp) (công suất cất cánh)

 Hiệu suất bay 
- Vận tốc cực đại: 525 km/h (283 knot, 326 mph)
- Vận tốc hành trình: 360-450 km/h (194-243 knot, 224-280 mph)
- Vận tốc tắt ngưỡng: 112-125 km/h (61-68 knot, 90-93 mph)
- Tầm bay: 1.410 km (761 hải lý, 876 mi)
- Trần bay: 7.600 m (24.900 ft) (độ cao hành trình)
- Lên cao 7.600 m (24.900 ft): 25 phút